# Неміана
Неміана (Nemiana simplex) — вид примітивних сидячих організмів  едіакарської біоти. Скам'янілості знайдено в багатьох докембрійських відкладеннях, найчисленніші — на узбережжі  Білого моря (Росія).

## Таксономія
Nemiana simplex являє собою проблему для таксономії через крайню примітивність будови. Коли скам'янілості було вперше виявлено, їх віднесли до incertae sedis. З тих пір знайдено екземпляри у доброму стані і нові методи аналізу дозволили виявити структуру тіла, яка виявилася близька до  кнідарій. Деякі дослідники відносили неміану до  строматолітів, проте в даний час це вважається малоймовірним.

### Види
- Nemiana bakeevi Becker, 1992
- Nemiana brunsae Menner, 1974
- Nemiana simplex Paliy, 1976

## Морфологія
Nemiana simplex має найпростішу будову з усіх відомих едіакарських багатоклітинних. Вона являє собою желеподібну сумку діаметром 5—50 мм з певною внутрішньою структурою. На деяких скам'янілостях у верхній частині сумки помітні утвори, які інтерпретуються як невеликі щупальця.

## Спосіб життя і розмноження
Існує ймовірність, що організми пересувалися, харчуючись бактеріальними матами. Однак більшість фахівців згодні, що неміани були подібні до сучасної актинії і жили на дні, глибоко занурившись у мул, виставивши над поверхнею кінці щупалець. Утворювали великі скупчення, в яких щільно розташовані особини деформували одна одну. Припускається, що неміани були безстатевими, однак висловлювалися припущення, що вони викидали в воду зиготи або утворювали спори або поліпи.